# Abo (Fluss)
Der Abo ist ein kleiner Fluss in Kamerun.

## Verlauf
Er ist ein rechter Nebenfluss des Wouri und mündet etwa 20 km vor dessen Mündung.